# Joan Carles Usó Arnal
Joan Carles Usó Arnal (Nules, 1959) és un historiador, escriptor, bibliotecari i professor valencià. És llicenciat en Història Contemporània per la Universitat de València, doctor en Sociologia per la UNED i bibliotecari a l'Ajuntament de Castelló de la Plana des de 1983.

## Trajectòria
Usó s'ha dedicat a la investigació històrica i sociològica del fenomen de les drogues i del món LGBT a l'Estat espanyol, i a la seua divulgació a través de llibres, articles i conferències sobre el tema.
La seva primera obra va néixer de l'única tesi doctoral dirigida per Antonio Escohotado. Una publicació de 1998 recull diverses ressenyes sobre el primer llibre d'Usó, que va obtenir una gran acollida. Des de 1999 ha treballat com a professor universitari a la Universitat de Barcelona, impartint l'assignatura Prevenció als mitjans de comunicació, dins del Màster en Drogodependències. El 2001 va rebre el Premi PATIM-Paco Pascual a la difusió social en drogodependències. El 2021, va publicar Arroz, horchata & cocaína, on narra «com les drogues es van incorporar a la cultura popular valenciana a principis del segle anterior».
En una etapa prèvia a abordar la història de les drogues, Usó va investigar sobre història de la francmaçoneria a Castelló de la Plana i Alacant.

## Obres
- Drogas y cultura de masas (España 1855-1995).  Madrid: Taurus, 1996. ISBN 978-84-306-0047-2.
- Spanish trip. La aventura psiquedélica en España.  Barcelona: La Liebre de Marzo, 2001. ISBN 978-84-87403-54-5.
- Píldoras de realidad.  Madrid: Amargord, 2012. ISBN 978-84-15398-21-9.
- ¿Nos matan con heroína? Sobre la intoxicación farmacológica como arma de Estado.  Leioa (Vizcaya): Libros Crudos, 2015. ISBN 978-84-608-3480-9.[9]
- Orgullo travestido. Egmont de Bries y la repercusión social del transformismo en la España del primer tercio del siglo XX.  Santander: El Desvelo, 2017. ISBN 978-84-946138-6-9.
- Gloria Laguna. Ingenio castizo, mito literario y lesbianismo chic.  Santander: El Desvelo, 2017. ISBN 978-84-946820-6-3.
- Drogas, neutralidad y presión mediática.  Santander: El Desvelo, 2019. ISBN 978-84-949395-5-6.[10]
- Arroz, horchata & cocaína.  Valencia: Matrioska, 2021. ISBN 978-94-03603-24-7.
- El sol salió anoche y me cantó. El experimento de Viernes Santo.  Santander: El Desvelo, 2023. ISBN 978-84-126797-3-1.
- Historia del ocio nocturno en España. Desde finales del siglo XIX hasta la actualidad.  Córdoba: El Desvelo, 2025. ISBN 978-84-129509-6-0.